# Крендовський Євграф Федорович
Євграф Федорович Крендовський (1810, Кременчук — 1870-і) — український художник-портретист, жанрист, майстер інтер'єру.

## Біографія

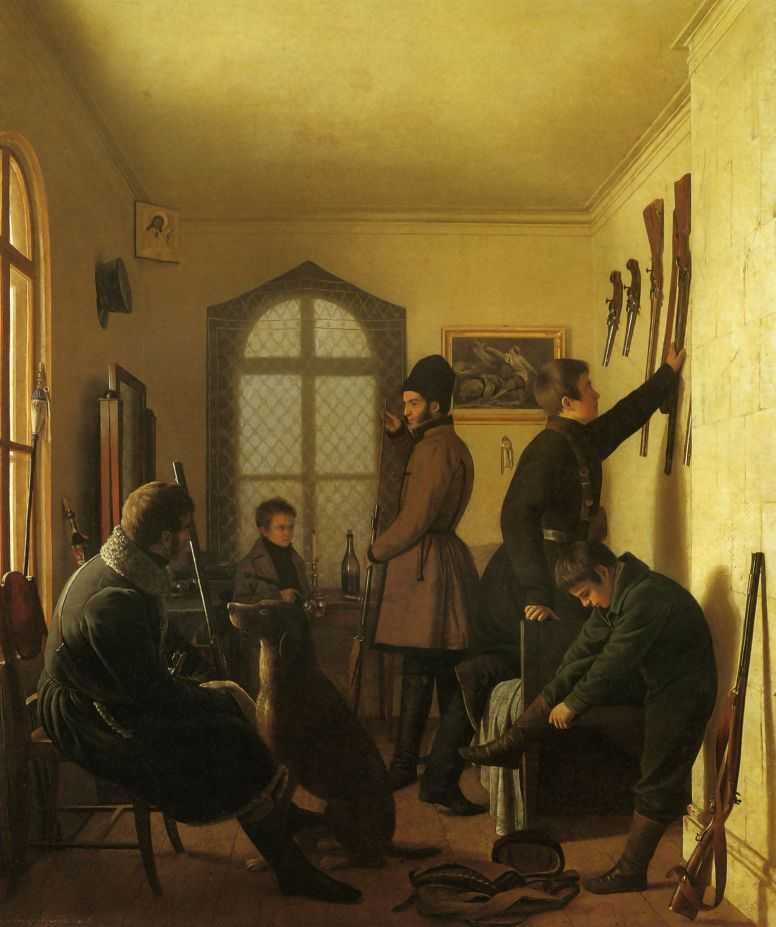
«Збори на полювання» (1836, ДТГ)

Євграф Федорович Крендовський народився в Кременчуці Полтавської губернії в Україні у 1810 році в сім'ї обер-офіцера. У юності закінчив знамениту Арзамасську  художню школу О. В. Ступіна. З 1830 по 1835 рік під керівництвом відомого живописця О. Г. Венеціанова навчався в Санкт-Петербурзькій Академії мистецтв, яку відвідував у якості вільного учня. У перший рік навчання представив на виставку дві свої роботи: «Водоскат на дачі графа Безбородько» та «Внутрішність руїни». 
Після закінчення Академії мешкав у С. Петербурзі. 
У 1835 році, у зв'язку з домашніми обставинами, покидає північну столицю і від'їжджає до Кременчука  (є припущення, що художник одружився у Кременчуці). Декілька років мешкав в Кременчуці, а потім (у 1839 р.) влаштувався приватним вчителем малювання в маєтку Мануйловка Кременчуцького повіту Полтавської губернії (нині — Козельщинского району), який належав подружжю Олександру Олександровичу і Варварі Михайлівні Остроградським.
Ближче до 1860 рр. Крендовський з сім'єю переїжджає до Кременчука де відкрив приватну художню школу (це питання до кінця не досліджене).
У 1839 році Євграф Крендовський відіслав в Академію мистецтв дві картини (насправді не відомо, які роботи були представлені на здобуття звання) з проханням про присвоєння йому звання вільного художника. Його прохання було задоволене.
Про подальшу долю Крендовського офіційні джерела не згадують. Довгий час припускали, що Євграф Федорович помер в 50-х роках XIX століття, оскільки останньою його роботою вважався акварельний «Автопортрет» 1853 року, що зберігається в Державній Третьяковській галереї в Москві. Є думка, що останні роки життя художник провів в маєтку свого брата Хрисанфа — селі Ізмайлово Арзамаського повіту (нині Шатковського району) Нижегородської губернії. Деякі дослідники вважають, що Євграф Крендовский був похований в склепі Ізмайловської церкви Казанської Ікони Божої Матері в 1870-х рр.
Згідно з сучасними дослідженнями, вважається, що останні роки художник провів у селі Мануйлівка (нині Верхня Мануйлівка, Козельщинського району Полтавської області), де і був похований разом з дружиною в сімейному склепі (ймовірно у 1870-х роках).
Його онуком, сином дочки Ольги, був американський художник-символіст Жорж Ле Серек де Кервільї (1883—1952), художник-портретист, який спочатку працював у Франції, а потім з 1933 р. в Каліфорнії..

## Творчість
Що стосується творчої спадщини Євграфа Федоровича, то зараз експонуються тільки більше двох десятків його робіт. Частина картин зберігається в запасниках, деякі знаходяться в приватних колекціях, а частина картин безслідно зникла. Його роботи розміщені в картинних галереях Москви, С. Петербурга, Таганрога, Пскова, Новокузнецька, Києва, Миколаєва.
Наслідуючи приклад свого учителя Венеціанова, Крендовський приділяв особливу увагу зображенню «перспектив», тобто різних інтер'єрів. Він часто звертався до техніки акварелі і гуаші, створював мініатюрні портрети.
Період з 1836 по 1870 р. вважається найпліднішим. Саме в цей час були створені більшість його робіт. Наприклад, у 1836 році він написав картину «Збори на полювання» (нині зберігається в Третьяковській галереї). У 1853 році  акварельний «Автопортрет» (зберігається в Третьяковській галереї). У 1861 році розписав іконостас для домашньої церкви Полтавської чоловічої гімназії (знищений у 20-х роках 20 століття).
І нарешті, відомий пейзаж «Площа провінційного міста» написаний в 1860-і роки (полотно, олія 64,8 х 105,5)(Державна Третьяковська галерея). На картині зображена площа з будівлею інтендантських речових складів, посаду Крюків (що нині входить до складу Кременчука). 
У кінці літа 2018 року в Третьяковській галереї відбулася атрибуція по цій картині. Відтепер, в офіційних музейних документах, затверджено назву: "Площа Крюкова посаду в Кременчуці".
За сюжетом цієї картини у 2017 році кременчуцьким композитором Людмилою Бояренцевою була написана музична поема з одноіменною назвою [Архівовано 27 квітня 2018 у Wayback Machine.].
Список відомих картин Євграфа Крендовского, достовірність яких не викликає сумнівів (вказуються офіційні назви) :
- 1. Портрет Олександра Олександровича Башилова і дітей графа де Бальмен, Якова і Саші (Державна Третьяковська галерея. Москва).
- 2. Портрет О. С. Лашкарьова з дітьми (Державний Історичний музей. Москва).
- 3. Збори на полювання (Державна Третьяковська галерея. Москва).
- 4. Сім годин вечора (Державний Російський музей. Санкт-Петербург).
- 5. Сестри. Діти художника (Таганрогський художній музей).
- 6. Портрет Дарини Крендовської (Державна Третьяковська галерея. Москва).
- 7. Капніст Петро і Павло (Державна Третьяковська галерея. Москва).
- 8. Дівчатка з роду Капністів (колекція Сергія і Тетяни Підстаницьких).
- 9. Портрет невідомого, що сидить в кріслі (Національний художній музей України. Київ).
- 10. Портрет невідомої у блакитній сукні (Національний художній музей України. Київ).
- 11. Портрет дітей художника — Дарини, Єлизавети і Михайла (Національний художній музей України. Київ).
- 12. Подруги (Державний Російський музей. Санкт-Петербург).
- 13. Портрет генерал-лейтенанта І. К. Арнольді, героя війни 1812 р. (Оригінал экспонується у Миколаївському художньому музеї ім. Верещагіна. Авторський повтор — в галереї Антикваріат «Російські сезони». С. Петербург).
- 14. Чоловічий портрет (Миколаївський художній музей ім. Верещагіна).
- 15. Портрет дівчини (Миколаївський художній музей ім. Верещагіна).
- 16. Портрет героя війни 1812 року, майора Антона Івановича Антоновського (Державний Історичний музей. Москва).
- 17. Дівчина-українка (Державна Третьяковська галерея. Москва).
- 18. Портрет Є. Д. Протасової (Псковський Державний об'єднаний історико-архітектурний і художній музей-заповідник).
- 19. Портрет дівчинки (приватна колекція).
- 20. Портрет Сергія Михайловича Бутурліна в дитинстві (Державний музей-заповідник Ростовський Кремль).
- 21. Портрет молодої пані в чорній сукні (Новокузнецький художній музей).
- 22. Портрет невідомої жінки в ліловій сукні (Державний Російський музей. Санкт-Петербург).
- 23. Портрет сумної незнайомки (позиціонується як Портрет Ширинської-Шихматової)(приватна колекція).
- 24. Тронний зал імператриці Марії Федорівни в Зимовому палаці (Ермітаж. Санкт-Петербург).
- 25. Портрети подружньої пари — князя Андрія Ярославовича і княгині Наталії Олександрівни Ширинських-Шихматових (загублені).
- 26. Ісус у терновому вінку (Галерея «Арт Імперія». Київ).
- 27. Площа Крюкова посаду в Кременчуці (Площа провінційного міста) (Державна Третьяковська галерея. Москва).
- 28. Автопортрет (Державна Третьяковська галерея. Москва)

## Галерея

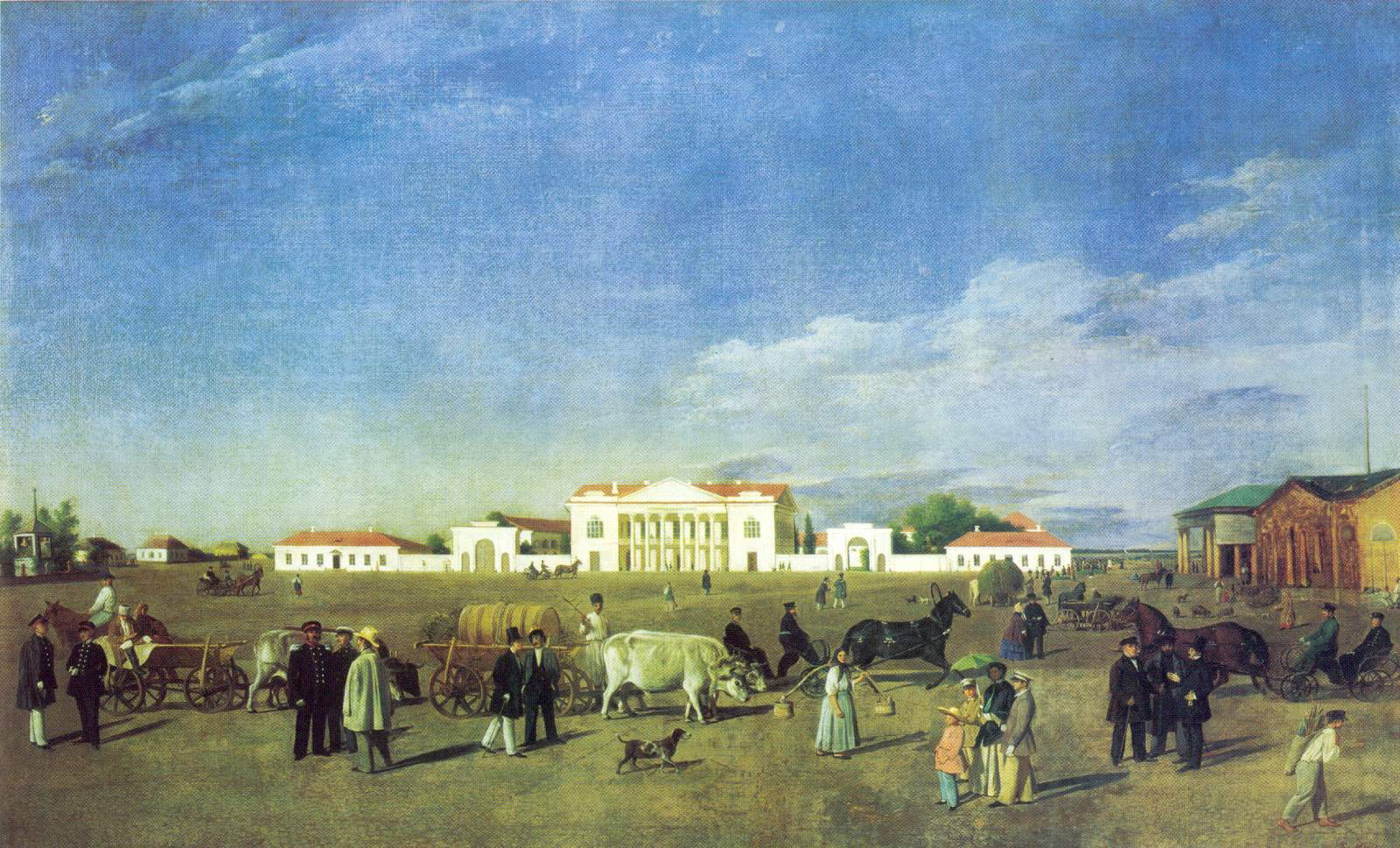
Площа Крюкова посаду в Кременчуці (Площа провінційного міста). 1860-і рр. (Площа перед будівлями Кременчуцької комісаріатської комісії).
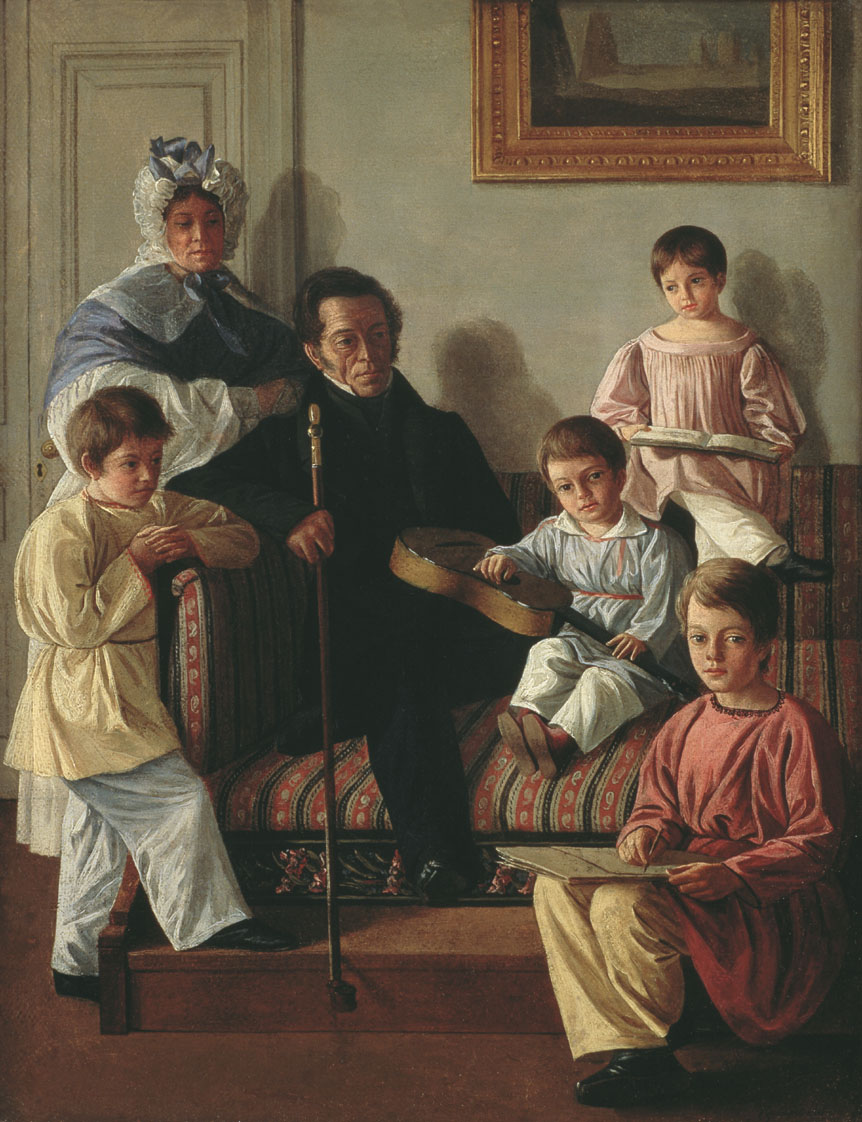
Портрет Олександра Олександровича Башилова і дітей графа де Бальмен, Якова і  Саші.
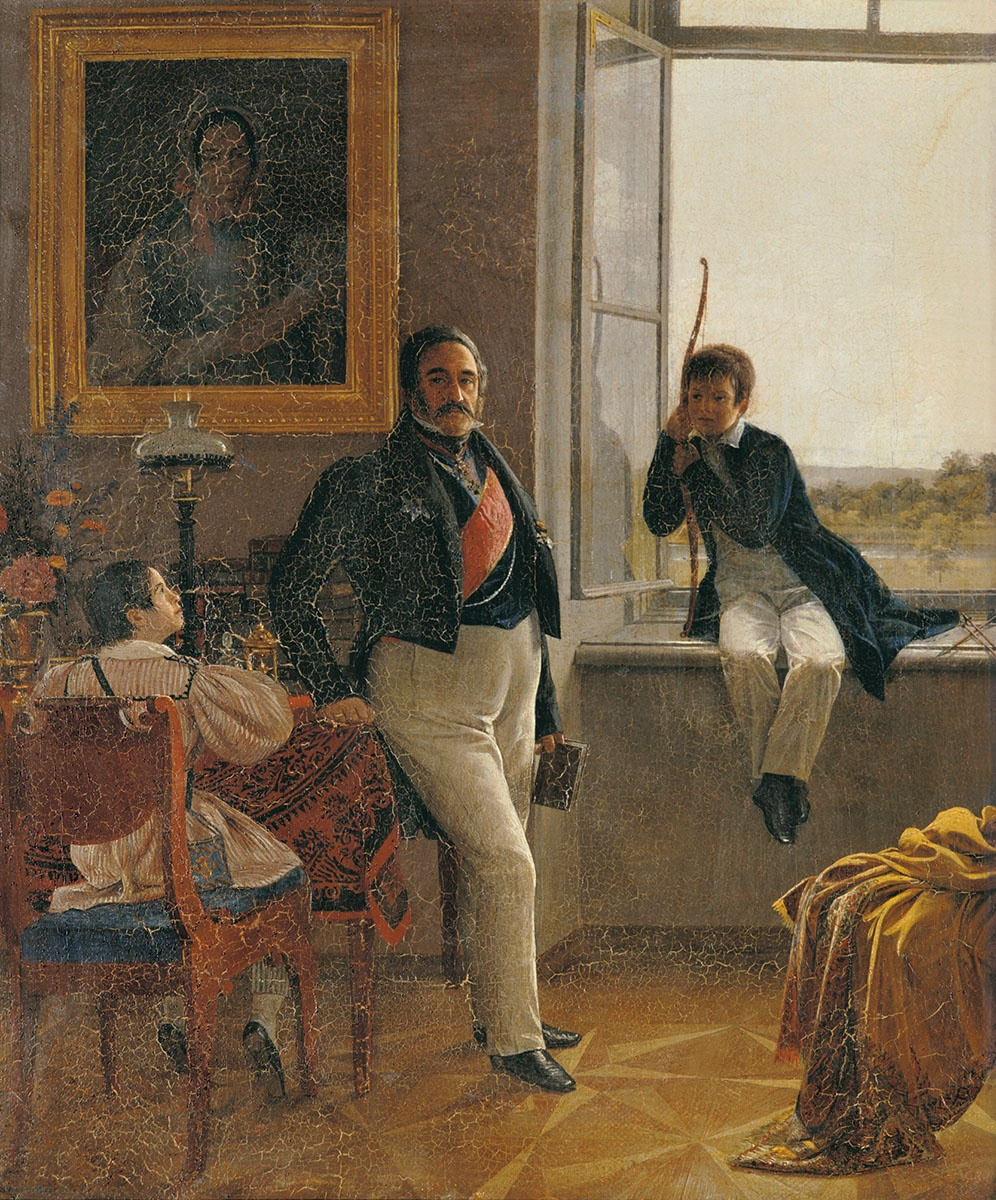
Портрет генерал-лейтенанта Олександра Сергійовича Лашкарьова з дітьми.
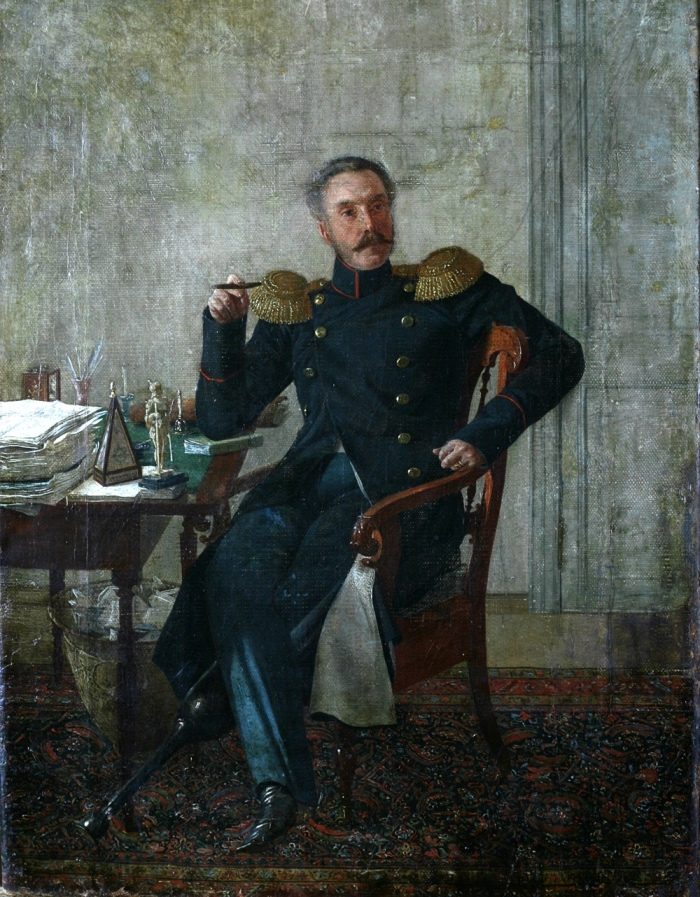
Портрет генерал-лейтенанта І.К.  Арнольді, героя війни 1812 р.
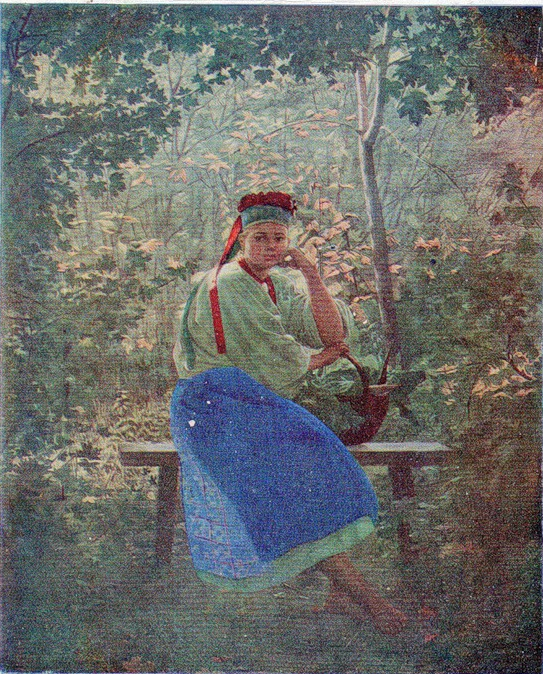
Дівчина-українка.
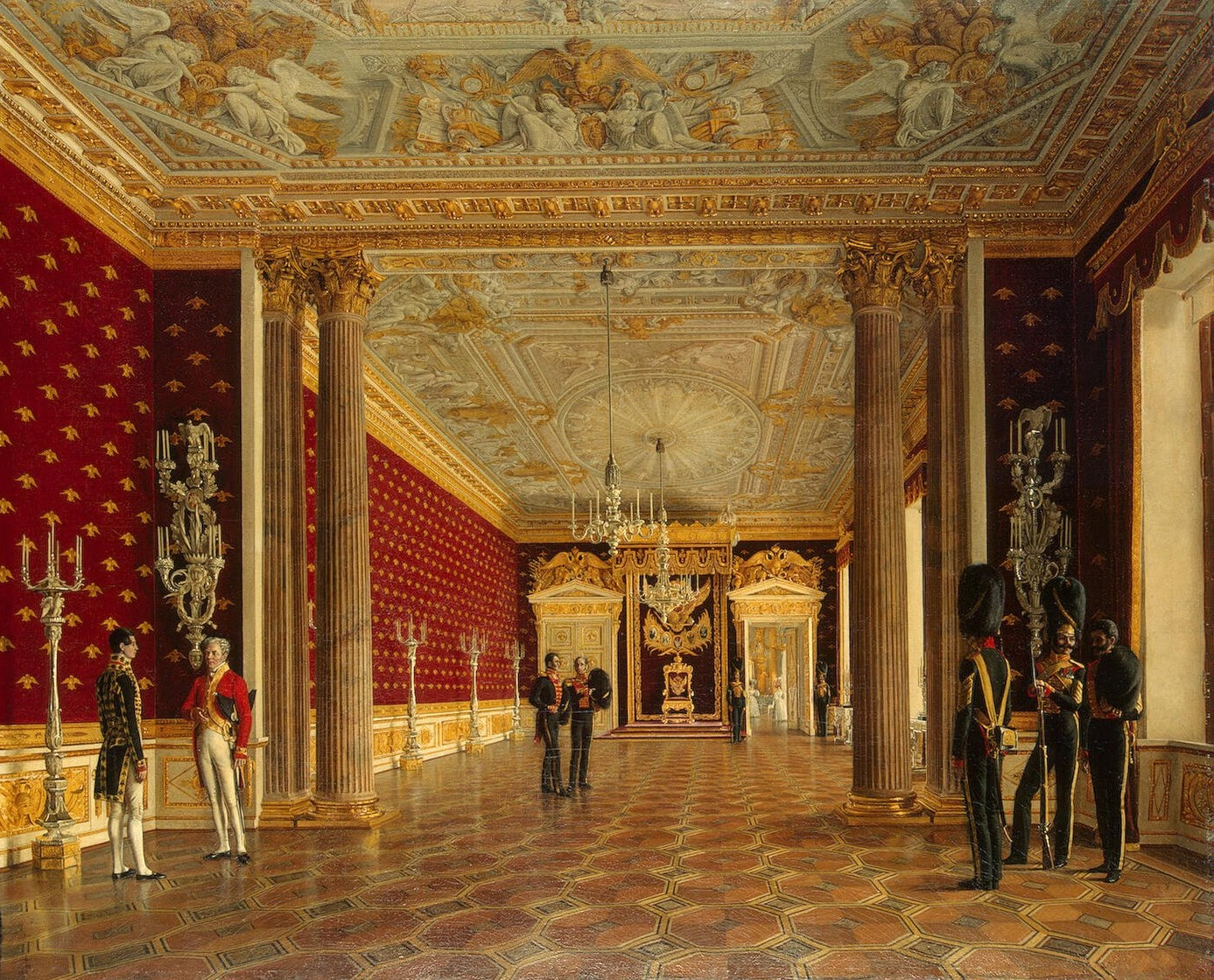
Троний зал імператриці Марії Федорівни у Зимовому палаці.